# تمبی گلگیر
تمبی گلگیر(تمبی چم فراخ)، روستایی از توابع بخش مرکزی شهرستان مسجدسلیمان در استان خوزستان ایران است. مردم روستا از طایفه تمبی از باب کیان ارثی چهارلنگ بختیاری هستند.

## جمعیت
این روستا در دهستان تمبی گلگیر قرار دارد و براساس سرشماری مرکز آمار ایران در سال ۱۳۸۵، جمعیت آن ۲۴۱ نفر (۳۸خانوار) بوده‌است

## جغرافیا و طبیعت انسانی
از دیدنی های این روستا میتوان به آبشار چاه نصر آباد و آسیاب های آبی که به ثبت ملی رسیده و در جوار این آبشار واقع است و طبیعتی بکر در کوهپایه در هنگام فصل زمستان و بهار اشاره کرد.
و همچنین قدمگاه نوح نبی الله که در این روستا قرار دارد. 
این روستا در کوهپایه آسماری قرار دارد. 
این روستا در فاصله ۲۶ کیلومتری از مرکز شهر و فاصله ۲۰ کیلومتری از قبرستان تیره خواجه شهنی قرار دارد.
شغل اکثر ساکنان روستا کشاورزی و دامداری است و محصول اصلی کشاورزی آن گندم و جو می باشد و همچنین دارای باغات هندوانه و خربزه و... و صیفی جات از قبیل گوجه و خیار و ... میباشد.
کشاورزی در این روستا سرآمد شهرستان میباشد.
```
و روستاهای حومه این روستا از قبیل چهاربیشه، اکبرآباد، تلبمن، پنبه کار، ... می باشد .
```